# Jalil Mammadguluzade (película, 1966)
Jalil Mammadguluzade es un documental biográfico azerbaiyano dirigido por Ali Musayev dedicado al centésimo aniversario de Jalil Mammadguluzade, quien fue un famoso periodista, ilustrador, escritor y escritor satírico azerbaiyano.

## Producción
Sin embargo, los autores trataron de describir la vida y el trabajo creativo del escritor a través de fotografías, documentos poco conocidos y crear un retrato del escritor, reflejando sus pensamientos, puntos de vista de la vida, su actitud hacia los eventos sociales y políticos de su tiempo. En la cinta, junto con J.Mammadguluzade, se trata de sus contemporáneos como Mirza Alakbar Sabir, Abdurrahim bey Hagverdiyev, Mammed Said Ordubadi, Ali Nazmi, Aligulu Gamkusar, Azim Azimzade y otros partidarios de Molla Nasreddin.
Aquí se refleja la vida del escritor en Najicheván, en la escuela musulmana, sus estudios en el Seminario de Gori, un período muy significativo de su vida en Tbilisi, el surgimiento y la actividad de la revista de Molla Nasreddin, la lucha del escritor por la pureza de la lengua azerbaiyana.

## Equipo de rodaje

### Trabajaron en la película
- Director de cine: Ali Musayev
- Guionista: Yusif Samadoglu
- Operador: Seyfulla Badalov
- Música: Emin Mahmudov
- Técnico en sonido: S. Dolgina
- Profesor consultor: Mammad Jafar Jafarov